# Alvin Kraenzlein
Alvin Christian Kraenzlein (Milwaukee, Wisconsin, 1876. december 12.  – Wilkes-Barre, Pennsylvania,       1928. január 6.) amerikai atléta. Ő volt az első sportoló az olimpiák történetében, aki négy egyéni számban tudott nyerni egy olimpián.

## Pályafutása
Kraenzlein a Wisconsini egyetemen, majd később (1901-ig) a Pennsylvaniai egyetemen fogorvosnak tanult. Az első bajnoki címét 1897-ben szerezte, amikor az amerikai amatőr atlétikai liga által szervezett 220 yardos futószámot megnyerte.
A következő években Kraenzlein számtalan további nemzeti bajnoki címet szerzett, gátfutásban, távolugrásban, és sprintszámokban. Kraenzleint az akkor különlegesnek számító gátfutó technikája tette különlegessé. Ő volt az első, aki a ma megszokott stílusban futva, előre nyújtott lábbal vette az akadályokat.
1900-ban Kraenzlein Angliában készült fel az olimpiai játékokra. Ott lett brit bajnok a 120 yardos gátfutásban és távolugrásban. A párizsi olimpiai játékokon megnyerte a 60-méteres sík-, a 110-méteres és 200-méteres gátfutószámot, és a távolugrást. A távolugrásban aratott győzelme különösen emlékezetes maradt. A legerősebb ellenfele, Meyer Prinstein a kvalifikációban 7,175 métert ugrott, de a döntőben nem vett részt. Kraenzlein viszont túlugrotta a fináléban egyetlen centiméterrel, így lett ő a bajnok.
A következő évben visszavonult az aktív sportolástól, hogy a tanulmányai befejezésére koncentrálhasson. Ekkor hat világcsúcs fűződött a nevéhez. Néhány évet dolgozott fogorvosként, majd atlétikaedzőnek állt: 1910–1913 a Michigan egyetem futóedzője. 1913 őszétől Németországban sportolóknak tart atlétikai tanfolyamokat, az elsőt október 13-án, Berlinben. Így segítette a felkészülést az 1916-os berlini olimpiára. Az első világháború miatt ezt az olimpiát nem rendezték meg, ezért Alvin Kraenzlein visszatért az USA-ba, és a hadseregben szolgált, és a Pennsylvaniai egyetem asszisztens-trénere lett. 1928. január 6-án, 51 évesen szívelégtelenségben hunyt el.